# 分子人類学
分子人類学（ぶんしじんるいがく、molecular anthropology）とは、人類学の一分野。分子生物学を人類研究に応用して、ヒト集団の遺伝的系譜やその多様性、疾患との関連性を議論する場合が多い。広義の自然人類学に含めることがあるが、形質人類学には包含されない。
対象とする遺伝子はヒトのY染色体、ミトコンドリアDNA、常染色体さらにはヒトに感染するウイルスや細菌まで多岐にわたる。ウイルス学や免疫学とかかわりが深く、日本人の起源の解明も盛んに行われている。

## 用いられる主な指標
- Y染色体ハプログループ
- ミトコンドリアDNAハプログループ
- HLAハプロタイプ
- ATLレトロウイルス
- Gm遺伝子
- JCウイルス
- ピロリ菌

## 日本の分子人類学者
- 尾本惠市
- 斎藤成也
- 崎谷満
- 佐藤陽一
- 篠田謙一
- 徳永勝士
- 根井正利
- 日沼頼夫
- 松本秀雄